# 王复生

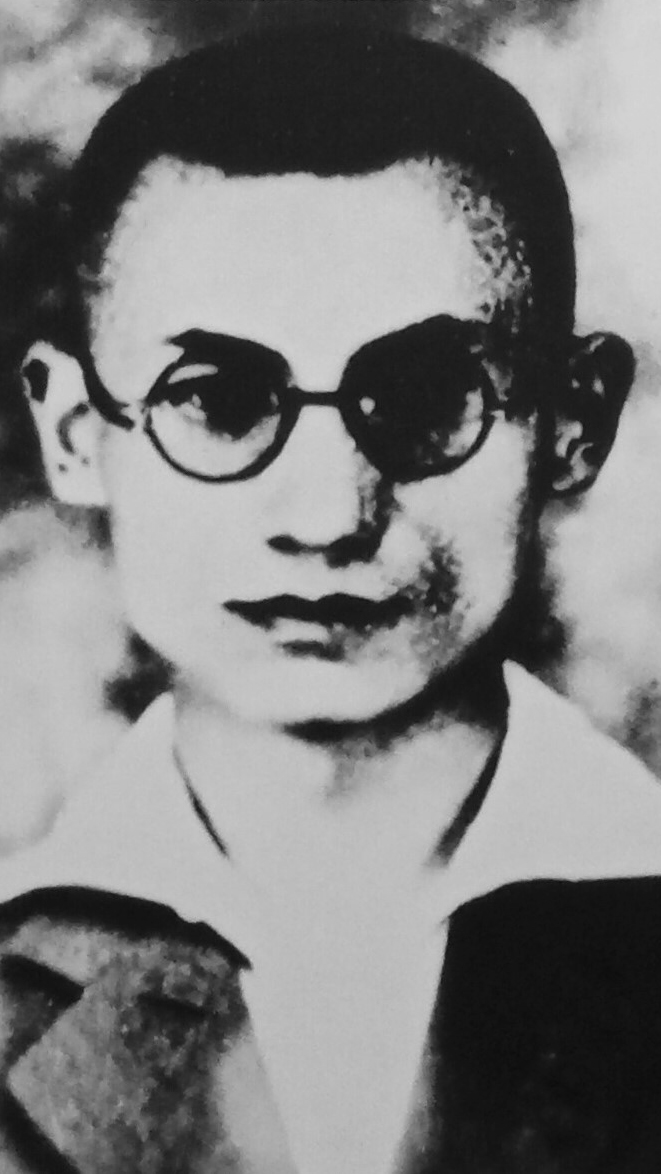
王复生

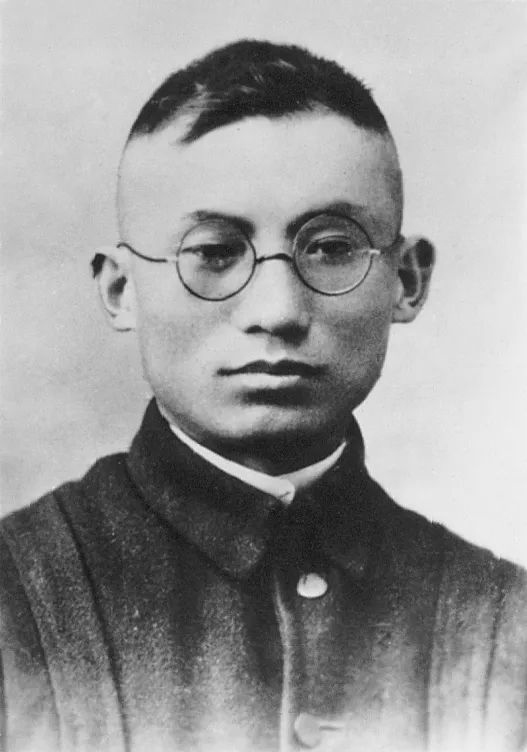
王复生在北大的毕业照

王复生（1896年9月27日—1936年8月15日），云南祥云人，原名濡廷，乳名正懈，字涵万，化名甄海、振海等。中国共产党早期人物。

## 生平
王复生出生于祥云县刘厂镇王家庄的一个耕读世家，祖父王美西为清朝贡生，父亲王之港为清末庠生，均在家乡设馆办学。
1912年春，王复生考入云南省立第二中学（今大理第一中学）。1916年春毕业。1918年考入北京大学文科预科班，1920年升入法国文学系。在北京期间，他开始接触到马克思主义思想，并与邓中夏、李大钊、毛泽东等人有过交往。1920年3月，在李大钊的指导下，王复生等19人发起成立了中国第一个马克思主义研究团体——北京大学马克思学说研究会，王复生任法文翻译组组长。1920年11月，王复生加入李大钊建立的北京社会主义青年团，1921年7月转为中国共产党党员。
1922年3月，因其二弟王德三、三弟王馨廷同时在北京求学，经济拮据。经其同学杨钟健的介绍，王复生赴杨钟健父亲主持的陕西华县成林中学任教，并继续传播马克思思想，组织革命活动。1923年7月，回北京大学复学。1925年，与王德三、杨青田等人发起进步青年组织云南革新社（后改称新滇社），并出版《革新》周刊，王复生任主要领导人。同年夏，被派往陕北绥德第四师范学校任教，曾参与响应五卅运动的罢课游行。同年冬，奉命返京，进行学生运动及主持新滇社活动。
1926年4月，被派往广州，在国民革命军政治部工作，曾前往昆明试图策动推翻唐继尧。1927年3月12日，中国国民党云南省临时省党部建立，王复生担任执委委员，主持党务。1927年蒋介石发动“四·一二”反革命政变，同年5月11日，龙云奉蒋介石密令，查封左派省党部，王复生等20多人被捕。中共云南特委组织多方营救，再加之龙云在六一四政变中被监禁，王复生获释。随后王复生又先后奉命前往上海、哈尔滨和齐齐哈尔继续开展革命活动。1936年6月，日伪在东北地区实行“大检举”以镇压抗日力量；同月13日，王复生等人被捕。在狱中经历了一个多月的酷刑后，1936年8月15日，王复生在齐齐哈尔北门外江坝被日军杀害，时年40岁。其骨灰由夫人郭焕章带回云南，与二弟王德三烈士同葬于昆明黑龙潭后山。